# Paulina

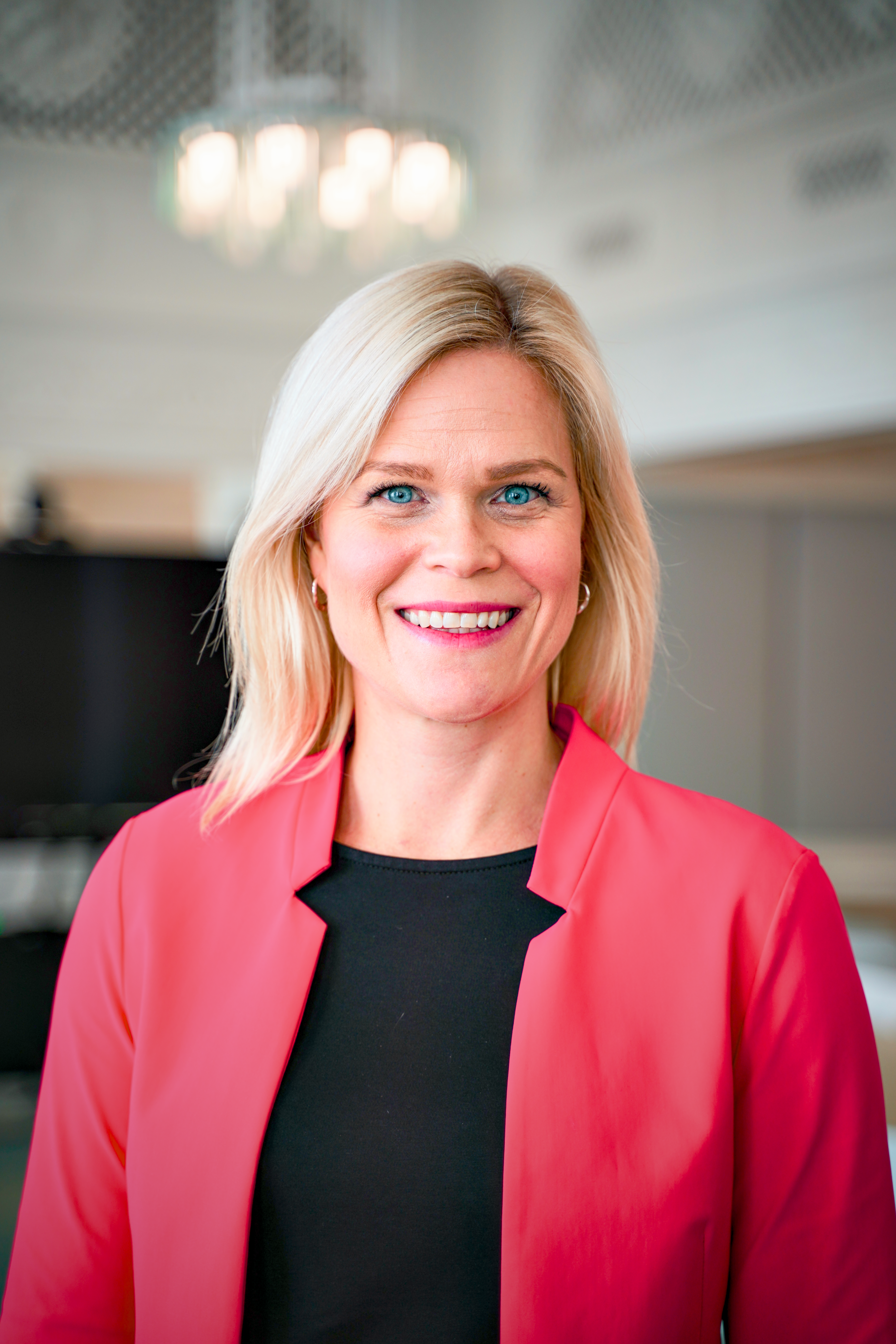
Paulina Brandberg, 2024.

Kvinnonamnet Paulina är en feminin variant av Paulinus som är en variant av Paulus. Betydelsen är den lilla. Se även Paula. Namnet har använts i Sverige sedan 1700-talet. En variant av namnet är Pauline.
Paulina klättrade uppåt på listorna under slutet av 1900-talet, men är nu på väg neråt igen [källa behövs]. 31 december 2009 fanns det totalt 7 610 kvinnor i Sverige med namnet Paulina, varav 2 788 med det som tilltalsnamn.
År 2003 fick 159 flickor namnet Paulina, varav 41 fick det som tilltalsnamn. 31 december 2009 fanns det också 3 286 kvinnor med namnet Pauline, varav 1 372 med det som tilltalsnamn.
Namnsdag: i Sverige 22 juni. I den finlandssvenska namnsdagslängden har Paulina namnsdag 22 juni sedan 1950, tillsammans med Paula. Före det hade Paulina namnsdag 25 januari 1929–1949, tillsammans med Paul.

## Personer med namnet Paulina/Pauline
- Pauline av Anhalt-Bernburg, tysk regent och socialreformator
- Pauline Baynes, brittisk illustratör
- Paulina Brandberg, svensk jurist och politiker
- Paulina Brolin, svensk pingstmissionär.
- Pauline Brunius, svensk teaterchef
- Paulina Chiziane, moçambikisk författare
- Pauline Collins, brittisk skådespelerska
- Pauline Gedge, kanadensisk författare
- Pauline Kamusewu (artistnamn Pauline), svensk sångerska
- Pauline Léon, fransk feminist och politisk aktivist
- Povline Lütken, dansk författare
- Paulina Neuding, svensk journalist
- Paulina Porizkova, tjeckisk-amerikansk fotomodell och skådespelerska
- Paulina Rubio, mexikansk artist
- Pauline Wolff, svensk författare
- Pauline Åman, musiker

## Fiktiva figurer med namnet Paulina/Pauline
- Paulina Hlinka, Bert-serien, en av Berts flickkompisar
- Pauline, Mario-serien, flickan som Mario räddar i Donkey Kong